# پتروشیمی فیروزآباد
پتروشیمی فیروزآباد یک پتروشیمی در فیروزآباد با ظرفیت اسمی یک میلیون و نود هزارتندر سال در زمینی به مساحت 205 هکتار در فاصله حدود ۱۰ کیلومتری از شهر فیروزآباد است. پتروشیمی فیروزآباد به عنوان تامین‌کننده خوراک پتروشیمی جهرم، فسا و داراب معین می‌شود و عنوان پتروشیمی مادر را می‌گیرد.

## الفین چهاردهم
موضوع صدور مجوز احداث پتروشیمی در استان فارس در سال ۱۳۸۶ توسط هیئت وزیران و با هدف توسعه صنعتی استان فارس و با تعهد تأمین خوراک از خط اتیلن مرکز در شهرهای فیروزآباد، فسا، جهرم، داراب و استهبان و مشارکت بخش خصوصی مورد تأیید قرار گرفت.
پس از تصویب طرح انتقال طرح اُلفین چهاردهم از عسلویه به فیروزآباد، شرکت ملی صنایع پتروشیمی در سال ۱۳۸۸ موضوع تغییر محل احدات اُلفین ۱۴ از بندر عسلویه به فیروزآباد و تغییر نام اُلفین چهاردهم به پتروشیمی فیروزآباد و اختصاص اتان تولیدی پالایشگاه گاز پارسیان ۱ و ۲ به پتروشیمی فیروزآباد را مصوب کرد.

## خط اتیلن مرکز
طول خط لوله اتیلن مرکز حدود ۴۵۰ کیلومتر بوده و سرمایه‌گذاری ساخت این خط انتقال اتیلن حدود ۲۸۵ میلیون دلار برآورد شده بود، علاوه بر این برای ساخت پنج مجتمع پتروشیمی مسیر این خط لوله اتیلن قرار بود حدود دو میلیارد و ۴۵۰ میلیون دلار سرمایه‌گذاری جدید انجام شود، خط اتیلن مرکز از فیروزآباد آغاز می‌شود و با عبور از فسا به داراب، به جهرم و استهبان می‌رسد.ظرفیت تولید سالانه الفین پتروشیمی فیروزآباد یک میلیون و ۴۰ هزار تن، پلی اتیلن سنگین پتروشیمی داراب ۳۰۰ هزار تن، پلی اتیلن سبک پتروشیمی فسا ۳۰۰ هزار تن، پلی اتیلن خطی و سنگین پتروشیمی جهرم ۳۰۰ هزار تن و پتروشیمی استهبان ۱۴۰ هزار تن است.

## انتقال پتروشیمی‌های فارس
چندی پیش اخباری مبنی بر انتقال این پتروشیمی به عسلویه مطرح و گزارش‌هایی با عنوان «احتمال کوچ ۴ پتروشیمی فارس» در رسانه‌ها منتشر شد و در نهایت مشخص شد مدیران این پتروشیمی با موافقت نماینده وقت شهرستان فیروزآباد  کورش کرمپور حقیقی تصمیم به این انتقال نموده بودند.
این جریان تا حضور وزیر نفت در جلسه کمیسیون انرژی مجلس ادامه داشت و در آن جلسه وزیر نفت اعلام کرده که بنا به درخواست مدیران این شرکت و تأیید نماینده شهرستان فیروزآباد با انتقال پتروشیمی فیروزآباد به عسلویه موافقت شده است.